# 東村絵理
東村 絵理（とうむら えり、10月4日 - ）は、日本のフリーアナウンサー、オールウェーブ・アソシエツ所属。元NHK奈良放送局契約キャスター。

## 経歴
東京都出身。身長159cm。
もともとはオールウェーブ・アソシエツに籍を置き、フリーアナウンサー・リポーターとして活動していた。
2011年にオールウェーブ・アソシエツを離れ、NHK奈良放送局に契約キャスターとして入局。
2014年3月、NHK奈良放送局を退局。再びオールウェーブ・アソシエツに籍を置く。
かつては公式ブログを開設していたが、特段の事情説明なく（先述の事情もあって）閉鎖された。
趣味は食べ歩き、スポーツ観戦、読書ほか。特技はピアノ、リコーダー、バレーボールほか。

## 出演番組

### オールウェーブ・アソシエツ
- Hi!横濱編集局（テレビ神奈川）
- 三つのたまご（NHK）
- こちら浦安情報局（ジェイコム千葉）
- ヴィクトリアゴルフ インフォマーシャル（テレビ東京系）
- ビジネスNOW（ケーブルテレビ足立）

### NHK奈良
- ぐるっと関西おひるまえ 奈良担当（ローテーション）
- ならナビ コーナー担当

## CM
- 京都きもの友禅

## その他
- 平成17年度宝くじ幸運の女神（第26代）